# Stefan Nimke
Stefan Nimke (Hagenow, 1 de marzo de 1978) es un deportista alemán que compitió en ciclismo en la modalidad de pista, especialista en las pruebas de velocidad y contrarreloj.
Participó en tres Juegos Olímpicos de Verano, entre los años 2000 y 2008, obteniendo en total cuatro medallas, plata en Sídney 2000 (en la prueba de kilómetro contrarreloj), oro y bronce en Atenas 2004 (velocidad por equipos con Jens Fiedler y René Wolff y kilómetro contrarreloj, respectivamente) y un bronce en Pekín 2008 (velocidad por equipos con René Enders y Maximilian Levy).
Ganó 14 medallas en el Campeonato Mundial de Ciclismo en Pista entre los años 1997 y 2012, y 2 medallas de oro en el Campeonato Europeo de Ciclismo en Pista, en los años 2010 y 2011.

## Medallero internacional
| Juegos Olímpicos   | Juegos Olímpicos             | Juegos Olímpicos  | Juegos Olímpicos      |
| Año                | Lugar                        | Medalla           | Competición           |
| ------------------ | ---------------------------- | ----------------- | --------------------- |
| 2000               | Sídney (Australia)           | Medalla de plata  | 1 km contrarreloj     |
| 2004               | Atenas (Grecia)              | Medalla de oro    | Velocidad por equipos |
| 2004               | Atenas (Grecia)              | Medalla de bronce | 1 km contrarreloj     |
| 2008               | Pekín (China)                | Medalla de bronce | Velocidad por equipos |
| Campeonato Mundial |                              |                   |                       |
| Año                | Lugar                        | Medalla           | Competición           |
| 1997               | Perth (Australia)            | Medalla de bronce | 1 km contrarreloj     |
| 1998               | Burdeos (Francia)            | Medalla de bronce | Velocidad por equipos |
| 1999               | Berlín (Alemania)            | Medalla de bronce | Velocidad por equipos |
| 1999               | Berlín (Alemania)            | Medalla de bronce | 1 km contrarreloj     |
| 2003               | Stuttgart (Alemania)         | Medalla de oro    | 1 km contrarreloj     |
| 2005               | Los Ángeles (Estados Unidos) | Medalla de bronce | Velocidad por equipos |
| 2006               | Burdeos (Francia)            | Medalla de bronce | Velocidad individual  |
| 2007               | Palma de Mallorca (España)   | Medalla de bronce | Velocidad por equipos |
| 2009               | Pruszków (Polonia)           | Medalla de oro    | 1 km contrarreloj     |
| 2009               | Pruszków (Polonia)           | Medalla de bronce | Velocidad por equipos |
| 2010               | Ballerup (Dinamarca)         | Medalla de oro    | Velocidad por equipos |
| 2011               | Apeldoorn (Países Bajos)     | Medalla de oro    | Velocidad por equipos |
| 2011               | Apeldoorn (Países Bajos)     | Medalla de oro    | 1 km contrarreloj     |
| 2012               | Melbourne (Australia)        | Medalla de oro    | 1 km contrarreloj     |
| Campeonato Europeo |                              |                   |                       |
| Año                | Lugar                        | Medalla           | Competición           |
| 2010               | Pruszków (Polonia)           | Medalla de oro    | Velocidad por equipos |
| 2011               | Apeldoorn (Países Bajos)     | Medalla de oro    | Velocidad por equipos |

## Palmarés
- 1996
  - Campeón de Alemania en Kilómetro
- 1997
  - Campeón de Europa sub-23 en Kilómetro Contrarreloj
  - Campeón de Europa sub-23 en Velocidad por equipos (con Jens Fiedler y Eyk Pokorny)
- 1999
  - Campeón de Europa sub-23 en Kilómetro Contrarreloj
  - Campeón de Alemania en Kilómetro
- 2000
  - Medalla de plata a los Juegos Olímpicos de Sídney en Km. contrarreloj 
  - Campeón de Alemania en Kilómetro
- 2001
  - Campeón de Europa sub-23 en Velocidad por equipos (con Carsten Bergemann y Matthias John) 
  - Campeón de Alemania en Velocidad
- 2002
  - Campeón de Alemania en Velocidad por equipos
- 2003
  - Campeón del mundo de kilómetro contrarreloj
- 2004
  - Medalla de oro a los Juegos Olímpicos de Atenas en Velocidad por equipos (con Jens Fiedler y René Wolff)
  - Medalla de bronce a los Juegos Olímpicos de Atenas en Km. contrarreloj 
  - Campeón de Alemania en Velocidad por equipos
- 2005
  - Campeón de Alemania en Keirin 
  - Campeón de Alemania en Velocidad
- 2006
  - Campeón de Alemania en Keirin 
  - Campeón de Alemania en Velocidad por equipos
- 2008
  - Medalla de bronce a los Juegos Olímpicos de Pekín en Velocidad por equipos (con René Enders y Maximilian Levy)
- 2009
  - Campeón del mundo de kilómetro contrarreloj
- 2010
  - Campeón del mundo de velocidad por equipos (con Robert Förstemann y Maximilian Levy)
  - Campeón de Europa en Velocidad por equipos (con Robert Förstemann y Maximilian Levy)
  - Campeón de Alemania en Kilómetro 
  - Campeón de Alemania en Velocidad por equipos
- 2011
  - Campeón del mundo de kilómetro contrarreloj
  - Campeón del mundo de velocidad por equipos (con René Enders y Maximilian Levy)
  - Campeón de Europa en Velocidad por equipos (con Robert Förstemann y René Enders)
  - Campeón de Alemania en Kilómetro
- 2012
  - Campeón del mundo de kilómetro contrarreloj

### Resultados en laCopa del Mundo
- 1997
  - 1.º en Fiorenzuola de Arda, en Kilómetro
- 1998
  - 1.º en Cali, en Kilómetro
  - 1.º en Victoria, en Velocidad por equipos
- 1999
  - 1.º en Valencia, en Velocidad por equipos
- 2000
  - 1.º en Turín, en Kilómetro
- 2001
  - 1.º en Ipoh, en Kilómetro
  - 1.º en Ipoh, en Velocidad por equipos
- 2003
  - 1.º en la Clasificación general  y a la prueba de Moscú, en Kilómetro
- 2004
  - 1.º en Aguascalientes, en Kilómetro
- 2005-2006
  - 1.º en Moscú, en Velocidad
  - 1.º en Moscú, en Velocidad por equipos
- 2008-2009
  - 1.º en Cali, en Kilómetro
  - 1.º en Cali, en Velocidad por equipos
- 2009-2010
  - 1.º en Manchester, en Kilómetro
- 2011-2012
  - 1.º en Londres, en Kilómetro
  - 1.º en Cali, en Velocidad por equipos